# Singaporemma adjacens
Singaporemma adjacens là một loài nhện trong họ Tetrablemmidae.
Loài này thuộc chi Singaporemma. Singaporemma adjacens được Lehtinen miêu tả năm 1981.